# Veissel
Der Veissel war ein französisches Volumenmaß und ein Getreidemaß in Savoyen und Chambéry.
- 1 Veissel = 5090 Pariser Kubikzoll[1] = 100 ⅞ Liter
- 1 Veissel = 13,127 Achtel (Wiener)[2]